# Museo Estatal de Arquitectura Schusev

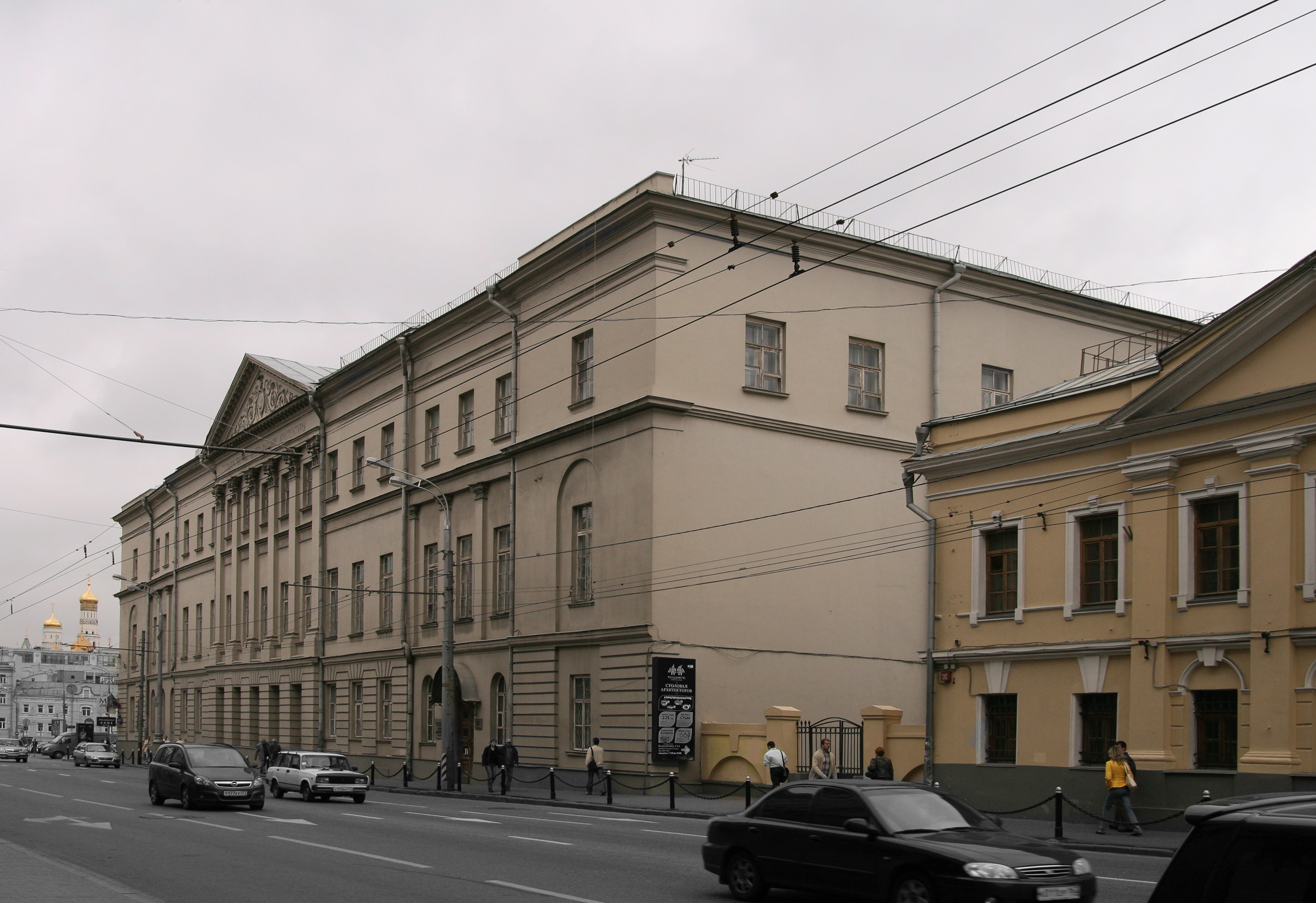

Museo Estatal de Arquitectura Schúsev (Музей архитектуры имени А. В. Щусева) es un museo en Moscú, Rusia. El museo está dedicado a arquitectura y planificación urbana en Rusia. Es el museo de arquitectura más grande de Rusia. Incluye un archivo, una biblioteca y un centro de estudio. El museo fue inaugurado en 1934. Debe su nombre al arquitecto soviético Alekséi Schúsev.

## Galería

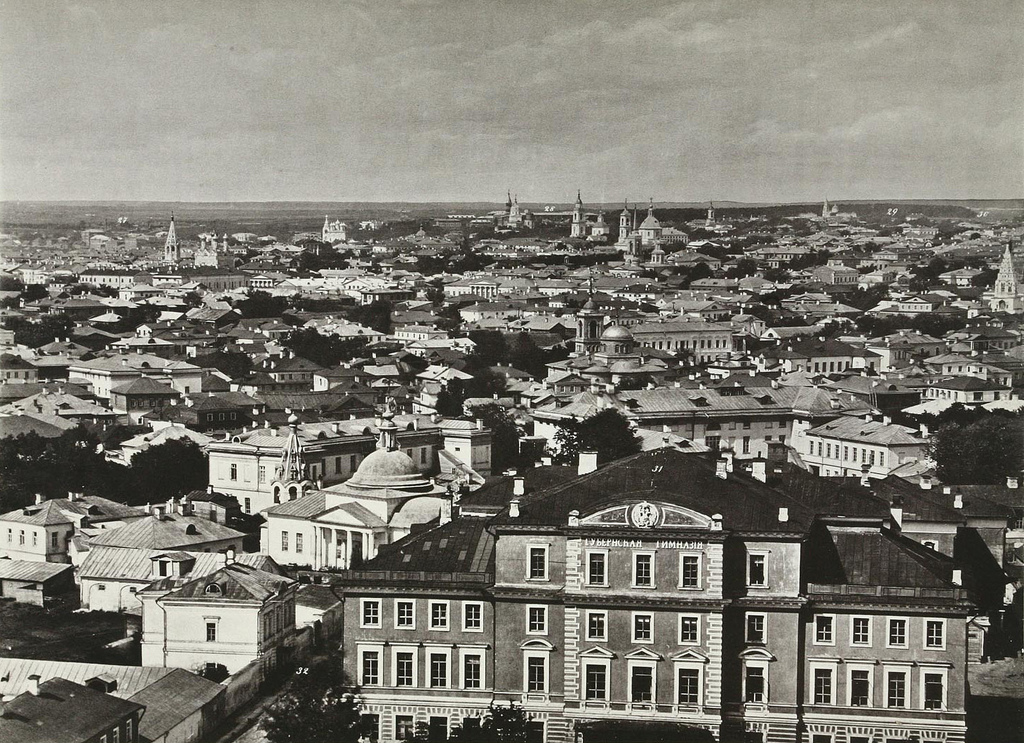
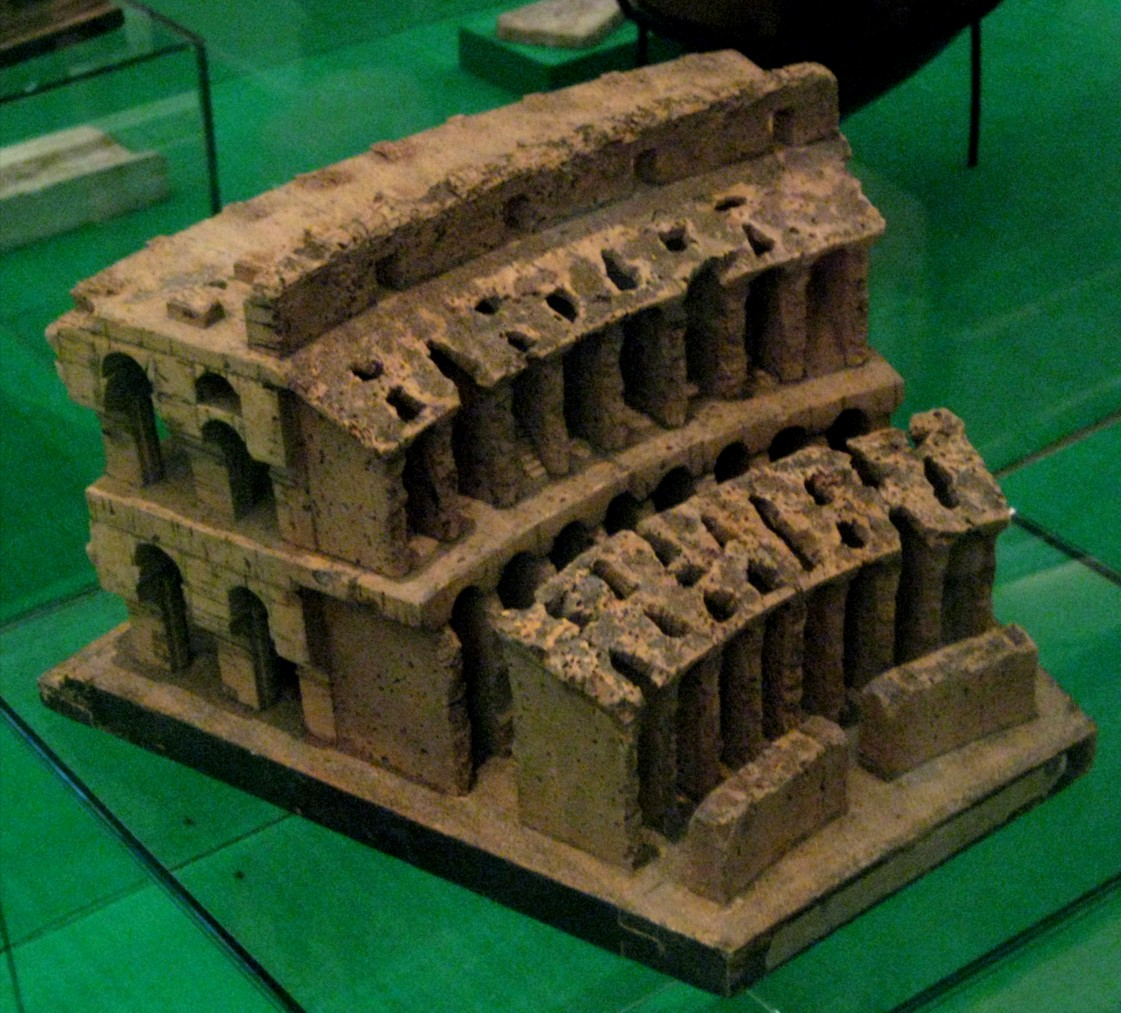
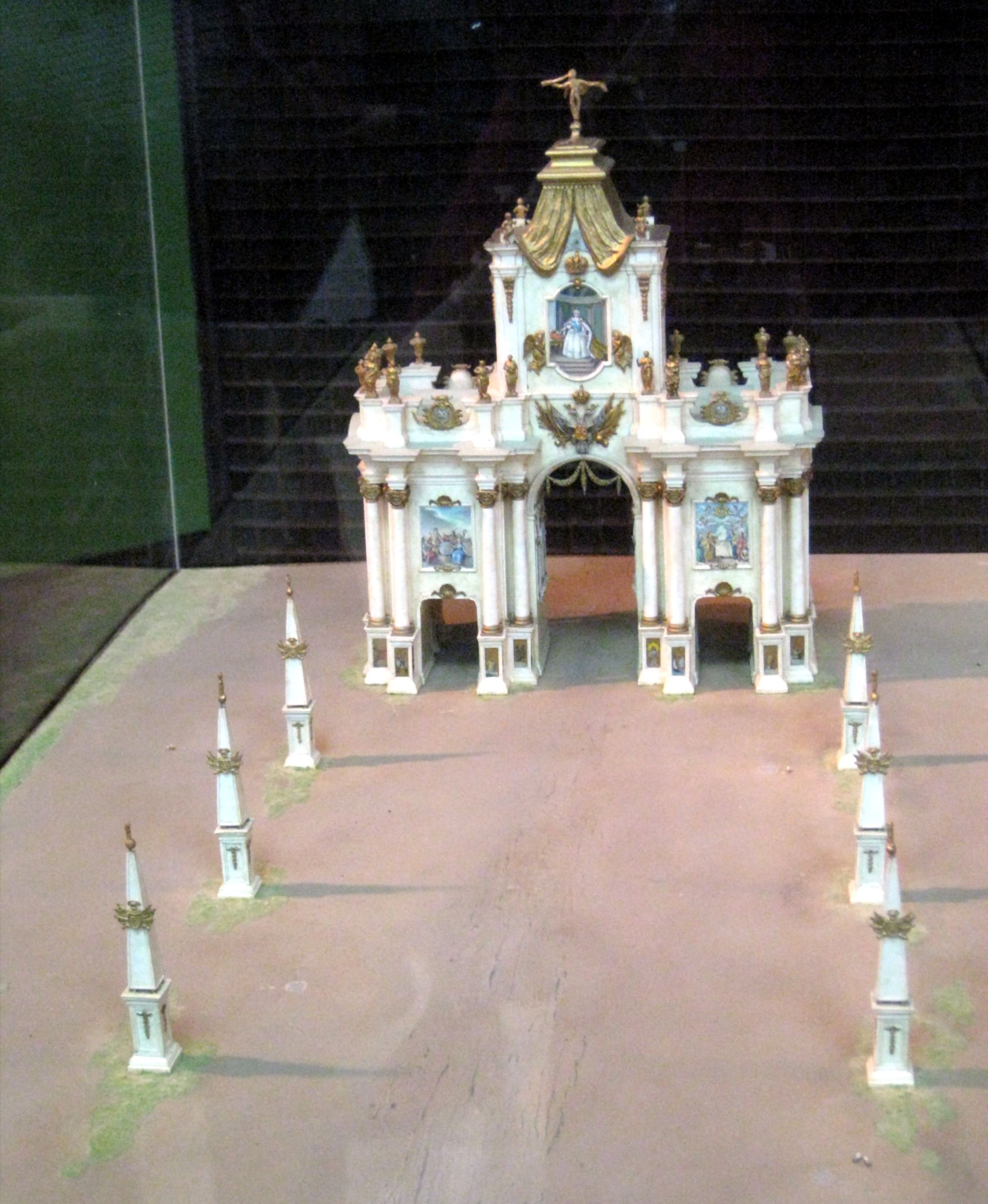
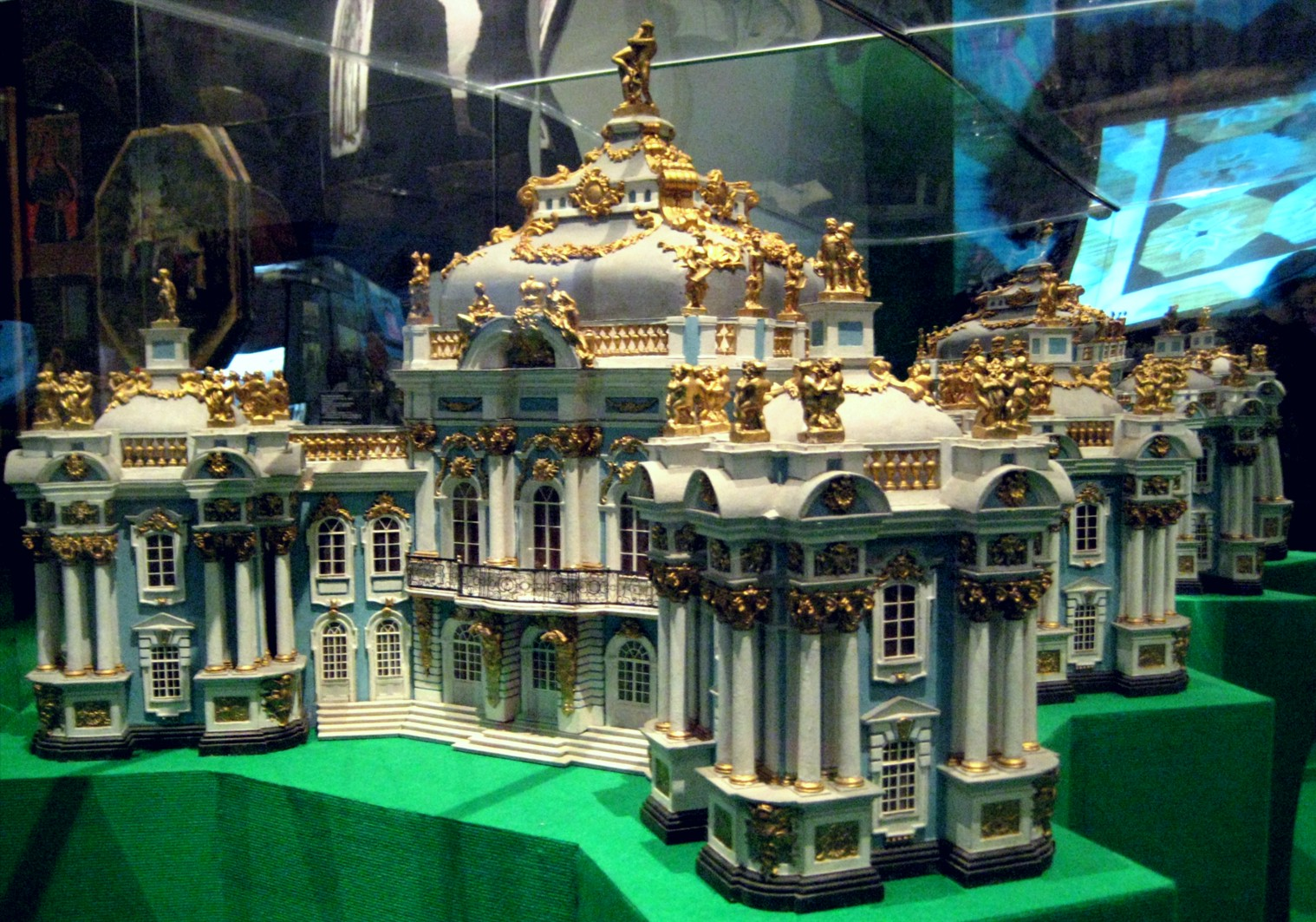